# Варшавская, Ленина Моисеевна
Ленина Моисеевна Варшавская (на фронте — Елена Михайловна Варшавская; 25 января 1925 года, село Михайловка, Диканьский район, Полтавская область, УССР — 22 сентября 1944 года, Таллин, Эстонская ССР) — военный фельдшер 40-го гвардейского миномётного полка Красной армии, гвардии старшина медицинской службы. Отмечена несколькими наградами. Одна из ранее похороненных в военном мемориале на холме Тынисмяги в Таллине.

## Биография
Родилась в Полтавской области в семье Моисея и Эры Варшавских. Родилась через год после смерти Ленина и была названа в его честь. Кроме неё в семье был старший брат, Ким, погибший в 1943 года на Полтавщине.
Жила в Москве. С отличием окончила Центральную музыкальную школу при Московской консерватории. Училась в училище Гнесиных по классу виолончели.
При эвакуации из Москвы сбежала на фронт, прибавив себе 2 года. Работала медсестрой в военном госпитале. В 1943 году переведена в действующую армию.
Во время Курской битвы в районе Дудинских высот задержала двух немецких офицеров-диверсантов. Была награждена медалью За боевые заслуги.
Во время боёв за Выборг, будучи раненой, вынесла с поля боя 9 раненых миномётчиков. Награждена орденом Отечественной войны I степени.
В августе 1944 года вышла замуж за гвардии лейтенанта Юрия Горбатого.
В сентябре 1944 года воевала в Эстонии. Погибла 22 сентября под Таллином при атаке колонны дивизиона немецкой авиацией.
Была похоронена у ограды церкви Каарли на холме Тынисмяги. Хоронить еврейку в ограде церкви не согласились священнослужители.
В советский период в одной из школ Таллина существовал музей Ленины Варшавской.
При переносе мемориала на Тынисмяги была перезахоронена 4 июля 2007 года на Масличной горе в Иерусалиме. 15 января 2008 года ей был установлен там памятник.

## Награды
- Орден Красной Звезды
- Орден Отечественной войны 1 степени
- Медаль За боевые заслуги